# Chouaïb Debbih
Chouaïb Debbih (en arabe : شعيب ذبيح) est un footballeur algérien né le 1er janvier 1993 à Aïn M'lila dans la wilaya d'Oum El Bouaghi. Il évolue au poste de milieu gauche à l'USM Khenchela.

## Biographie
Le 2 juin 2018, il signe un contrat de deux saisons en faveur de l'ES Sétif. Avec cette équipe, il n'arrive pas à s'imposer, avec seulement six matchs disputés en première division.

## Palmarès
| AS Aïn M'lila - Championnat d'Algérie D2 : - Vice-champion : 2017-18. |